# Lièze
| Localisation de la France dans le Monde |

| Localisation de la France dans le Monde |

Lièze est une ancienne commune française d'Indre-et-Loire, annexée en 1833 à Chezelles.

## Géographie
Lièze est situé à 6 km de l'île Bouchard, à 11 km de Pouzay, à 15 km de Richelieu, à 50 km de Tours et à 1481 km de Lisbonne.

## Urbanisme
Les habitations de Lièze sont réparties autour d'un complexe réseau comprenant deux rues : La rue de l'Abbaye (Abbey Road) et la rue du Cadran.

## Lieux et monuments

### L'Église
Édifice élevé sur le plan de la croix latine, avec nef, transept et chœur. Le mur nord de la nef est le vestige d'une église du XIe siècle donnée à l'abbaye de Beaumont. Le mur sud fut remplacé au XVIe siècle par trois arcades qui devaient relier la nef à un collatéral resté à l'état de projet. La façade ouest fut refaite au XIIe siècle, avec une porte cintrée à deux rouleaux, sans tympan. Le carré du transept date également du XIIe siècle, limité par quatre arcades cintrées, et sous-jacent à un clocher dont il ne reste plus que le soubassement. Le croisillon nord est constitué par une chapelle du XVe siècle, voûtée d'ogives prismatiques. Le croisillon sud a été construit au XVIe siècle. Le chœur rectangulaire est angevin.

## Démographie
| 1793 | 1800 | 1806 | 1821 | 1831 |
| ---- | ---- | ---- | ---- | ---- |
| 290  | 296  | 355  | 324  | 304  |